# Lea Wermelin
Lea Wermelin, född 10 maj 1985 i Rønne, Danmark, är en politiker och tidigare miljöminister. Wermelin är folketingsledamot för Socialdemokratiet. Hon valdes in för Bornholms storkrets vid valet 2015 och har blivit återvald 2019 och 2022. Hon var miljöminister i Regeringen Mette Frederiksen I från 27 juni 2019 till 15 december 2022.

## Bakgrund
Lea Wermelin växte upp på Bornholm som dotter till folkskolelärare Hans Wermelin och sjuksköterskan Bodil Wermelin. Hon gick på Bornholms gymnasium 2001 till 2004 och tog en cand.scient.pol.-examen vid Köpenhamns universitet. Wermelin arbetade som lärarvikarie vid Søndermarksskolen på Frederiksberg 2004 till 2005 och som studentassistent vid Udenrigsministeriet 2008 till 2010. Hon gjorde praktik på Mellemfolkeligt Samvirke (2008) och Danmarks Radio (2010). Hos Mellemfolkeligt Samvirke arbetade hon med utveckling av lokaldemokrati i Tanzania, medan hon på DR var knuten till tv-programmet Deadline som planerare. Wermelin bor i Köpenhamn, men efter att hon blev kritiserad under valkampanjen 2015 har hon också hus i Sandvig på Bornholm, där hon bor på helgerna.

## Politisk karriär
Då Jeppe Kofod lämnade Folketinget för Europaparlamentet övertog Wermelin hans plats som Socialdemokratiets spetskandidat på Bornholm efter att ha vunnit en omröstning mot Claus Larsen-Jensen.
Vid folketingsvalet 2015 fick hon 3 951 personröster och kom därigenom in i Folketinget. Vid valet 2019 ökad hon till 5 059 personröster.